# Upham (New Mexico)
Die Geisterstadt Upham, New Mexico liegt ungefähr 50 km östlich der Ortschaft Truth or Consequences und 70 km nördlich von Las Cruces im Tal der Jornada del Muerto auf einer Höhe von 1390 m. Das Tal wird durch eine Nord-Süd-Verbindung der Atchison, Topeka and Santa Fe Railway durchquert. Der Ort entstand beim Eisenbahnbau 1881 als Arbeitersiedlung, die Einwohner konnten sich aber im harschen Klima der Region nicht halten.
Bekannt wurde Upham durch den im Oktober 2011 in der Nähe eröffneten Weltraumbahnhof Spaceport America. 